# Olympische Winterspiele 2002/Teilnehmer (Frankreich)
| Gelbes Symbol für Goldmedaillen mit stilisierten Olympischen Ringen | Graues Symbol für Silbermedaillen mit stilisierten Olympischen Ringen | Braundes Symbol für Bronzemedaillen mit stilisierten Olympischen Ringen |
| ------------------------------------------------------------------- | --------------------------------------------------------------------- | ----------------------------------------------------------------------- |
| 4                                                                   | 5                                                                     | 2                                                                       |

Frankreich nahm an den Olympischen Winterspielen 2002 im US-amerikanischen Salt Lake City mit 114 Athleten, 87 Herren und 27 Frauen, teil.

## Flaggenträger
Die Skifahrerin Carole Montillet trug die Flagge Frankreichs während der Eröffnungsfeier im Rice-Eccles Stadium.

## Teilnehmer nach Sportarten

### Biathlon
- Sandrine Bailly
7,5 km Sprint: 7. Platz
10 km Verfolgung: 17. Platz
4 × 7,5 km Staffel: 9. Platz
- Florence Baverel-Robert
7,5 km Sprint: 5. Platz
10 km Verfolgung: 14. Platz
15 km Einzel: 11. Platz
4 × 7,5 km Staffel: 9. Platz
- Sylvie Becaert
15 km Einzel: 16. Platz
- Ferréol Cannard
20 km Einzel: 77. Platz
- Vincent Defrasne
10 km Sprint: 21. Platz
12,5 km Verfolgung: 18. Platz
20 km Einzel: 37. Platz
4 × 7,5 km Staffel: Bronzemedaille
- Delphyne Heymann-Burlet
7,5 km Sprint: 23. Platz
10 km Verfolgung: 33. Platz
15 km Einzel: 26. Platz
4 × 7,5 km Staffel: 9. Platz
- Gilles Marguet
10 km Sprint: 66. Platz
4 × 7,5 km Staffel: Bronzemedaille
- Corinne Niogret
7,5 km Sprint: 9. Platz
10 km Verfolgung: 27. Platz
15 km Einzel: 21. Platz
4 × 7,5 km Staffel: 9. Platz
- Raphaël Poirée
10 km Sprint: 9. Platz
12,5 km Verfolgung: Silbermedaille
20 km Einzel: 10. Platz
4 × 7,5 km Staffel: Bronzemedaille
- Julien Robert
10 km Sprint: 35. Platz
12,5 km Verfolgung: 39. Platz
20 km Einzel: 54. Platz
4 × 7,5 km Staffel: Bronzemedaille

### Bob

#### Zweierbob
- Emmanuel Hostache
- Bruno Mingeon
13. Platz – 3:12,68 min

#### Viererbob
- Alexandre Arbez
- Christophe Fouquet
- Éric Le Chanony
- Bruno Mingeon
5. Platz – 3:08,56 min

- Michel André
- Thibault Giroud
- Philippe Paviot
- Bruno Thomas
10. Platz – 3:09,20 min

### Curling
Herren, 10. Platz
- Philippe Caux
- Jan Henri Ducroz
- Thomas Dufour
- Dominique Dupont-Roc
- Spencer Mugnier

### Eishockey
Herren, 14. Platz:
- Richard Aimonetto
- Baptiste Amar
- Benoît Bachelet
- Vincent Bachet
- Stéphane Barin
- Guillaume Besse
- Jean-François Bonnard
- Philippe Bozon
- Arnaud Briand
- Allan Carriou
- Karl DeWolf
- Laurent Gras
- Fabrice Lhenry
- Cristobal Huet
- Laurent Meunier
- Anthony Mortas
- Denis Perez
- Benoît Pourtanel
- Patrick Rolland
- François Rozenthal
- Maurice Rozenthal
- Yorick Treille
- Jonathan Zwikel

### Eiskunstlauf
- Marina Anissina/Gwendal Peizerat
Eistanz: Goldmedaille
- Frédéric Dambier
Einzel, Herren: 11. Platz
- Isabelle Delobel/Olivier Schoenfelder
Eistanz: 16. Platz
- Vanessa Gusmeroli
Einzel, Damen: 16. Platz
- Laetitia Hubert
Einzel, Damen: 15. Platz
- Brian Joubert
Einzel, Herren: 14. Platz

### Eisschnelllauf
- Cédric Kuentz
Herren, 1000 Meter: 38. Platz
Herren, 1500 Meter: 29. Platz
Herren, 5000 Meter: 24. Platz

### Freestyle

#### Buckelpiste
- Kathleen Allais
Damen: 24. Platz – 20,54 Pkt. (Qualifikation)
- Richard Gay
Herren: Bronzemedaille – 26,91 Pkt. (Finale)
- Johann Grégoire
Herren: 14. Platz – 22,77 Pkt. (Finale)
- Sandra Laoura
Damen: 8. Platz – 24,12 Pkt. (Finale)
- Laurent Niol
Herren: 12. Platz – 25,00 Pkt. (Finale)
- Cédric Regnier-Lafforgue
Herren: 11. Platz – 25,36 Pkt. (Finale)

### Rodeln
- Yann Fricheteau
Herren, Einzel: 18. Platz – 3:00,178 min
- Mélanie Ougier
Damen, Einzel: 24. Platz – 2:56,487 min
- Johan Rousseau
Herren, Einzel: 15. Platz – 3:00.033 min

### Shorttrack
Damen:
- Stéphanie Bouvier
500 m: 18. Platz
1000 m: 12. Platz
1500 m: 11. Platz

Herren:
- Gregory Durand
1000 m: im Viertelfinale disqualifiziert
1500 m: 16. Platz
- Bruno Loscos
500 m: 16. Platz
1000 m: 17. Platz
1500 m: 5. Platz
- Ludovic Mathieu
500 m: 17. Platz

### Skeleton
- Phillippe Cavoret
Herren, 17. Platz; 1:43,88 min; +1,92 s

### Ski alpin
- Sébastien Amiez
Herren, Slalom: Silbermedaille – 1:41,82 min
- Pierrick Bourgeat
Slalom, Herren: im 2. Lauf ausgeschieden (DNF)
- Joël Chenal
Riesenslalom, Herren: 21. Platz – 2:27,08 min
- Frédéric Covili
Riesenslalom, Herren: 15. Platz – 2:25,65 min
- Claude Crétier
Abfahrt, Herren: 5. Platz – 1:39,96 min
Super-G, Herren: DNF
- Pierre-Emmanuel Dalcin
Abfahrt, Herren: 11. – 1:40,58 min
- Antoine Dénériaz
Abfahrt, Herren: 12. Platz – 1:40,74 min
Alpine Kombination, Herren: 21. Platz – 3:31,97 min
- Sébastien Fournier-Bidoz
Abfahrt, Herren: 10. Platz – 1:40,39 min
Super-G, Herren: 15. Platz – 1:23,82 min
- Ingrid Jacquemod
Abfahrt, Damen: 23. Platz – 1:42,70 min
Super-G, Damen: 22. Platz – 1:16,17 min
- Gaëtan Llorach
Alpine Kombination, Herren: im 1. Slalomlauf ausgeschieden (DNF)
- Vincent Millet
Riesenslalom, Herren: im 2. Lauf ausgeschieden (DNF)
- Carole Montillet-Carles
Abfahrt, Damen: Goldmedaille – 1:39,56 min
Super-G, Damen: 7. Platz – 1:14,28 min
Riesenslalom, Damen: 18. Platz – 2:34,53 min
- Christel Pascal-Saioni
Slalom, Damen: im 1. Lauf ausgeschieden (DNF)
Riesenslalom, Damen: 25. Platz – 2:36,40 min
- Laure Pequegnot
Slalom, Damen: Silbermedaille – 1:46,17 min
Riesenslalom, Damen: 33. Platz – 2:39,25 min
- Christophe Saioni
Super-G, Herren: 20. Platz – 2:41,24 min
- Mélanie Suchet
Abfahrt, Damen: 15. Platz – 1:41,15 min
Super-G, Damen: 10. Platz – 1:14,83 min
- Jean-Pierre Vidal
Slalom, Herren: Goldmedaille – 1:41,06 min
- Vanessa Vidal
Slalom, Damen: 7. Platz – 1:18,11 min

### Ski nordisch

#### Langlauf
- Emmanuel Jonnier
20 km Verfolgung: im 1. Lauf ausgeschieden
30 km klassisch: 10. Platz – 1:13:15,1 h
4 × 10 km Staffel: 8. Platz – 1:35:50,8 h
- Christophe Perrillat-Collomb
20 km Verfolgung: 56. Platz
30 km klassisch: DNF
4 × 10 km Staffel: 8. Platz – 1:35:50,8 h
- Aurélie Perrillat-Collomb
10 km klassisch: 17. Platz – 30:00,22 min
10 km Verfolgung: 31. Platz
- Karine Philippot
10 km Verfolgung: 19. Platz
15 km klassisch: 8. Platz – 40:38,6 min
- Alexandre Rousselet
20 km Verfolgung: 35. Platz
30 km klassisch: 47. Platz – 1:18:01,3 h
4 × 10 km Staffel: 8. Platz – 1:35:50,8 h
- Annick Vaxelaire-Pierrel
10 km Verfolgung: 37. Platz
15 km klassisch: 24. Platz – 42:26,7 min
- Vincent Vittoz
20 km Verfolgung: 13. Platz
30 km klassisch: 11. Platz – 1:13:21,7 h
4 × 10 km Staffel: 8. Platz – 1:35:50,8 h

#### Nordische Kombination
- Kevin Arnould
Einzel: 17. Platz
Sprint: 34. Platz
Mannschaft: 6. Platz
- Nicolas Bal
Einzel: 10. Platz
Sprint: 18. Platz
Mannschaft: 6. Platz
- Frédéric Baud
Einzel: 37. Platz
Sprint: 27. Platz
Mannschaft: 6. Platz
- Ludovic Roux
Einzel: 26. Platz
Sprint: 10. Platz
Mannschaft: 6. Platz

#### Skispringen
- Emmanuel Chedal
Herren, Großschanze, Einzel: 28. Platz
Herren, Großschanze, Mannschaft: 10. Platz
- Nicolas Dessum
Herren, Normalschanze, Einzel: 22. Platz
Herren, Großschanze, Einzel: 23. Platz
Herren, Großschanze, Mannschaft: 10. Platz
- Florentin Durand
Herren, Großschanze, Einzel: in der Vorrunde ausgeschieden
Herren, Großschanze, Mannschaft: 10. Platz
- Rémi Santiago
Herren, Großschanze, Einzel: 33. Platz
Herren, Großschanze, Mannschaft: 10. Platz

### Snowboard

#### Halfpipe
- Jonathan Collomb-Patton
Herren: 28. Platz
- Mathieu Justafré
Herren: 33. Platz
- Sébastien Vassoney
Herren: 21. Platz
- Doriane Vidal
Damen: Silbermedaille

#### Parallel-Riesenslalom
- Isabelle Blanc
Damen: Goldmedaille
- Mathieu Bozzetto
Herren: 6. Platz
- Charlie Cosnier
Herren: 23. Platz
- Nicolas Huet
Herren: 4. Platz
- Julie Pomagalski
Damen: 6. Platz
- Karine Ruby
Damen: Silbermedaille
- Christophe Ségura
Herren: 21. Platz
- Florine Valdenaire
Damen: 25. Platz